# Aimer
Aimer (произн. エメ Эмэ; род. 9 июля 1990, Кумамото, Япония) — японская поп-певица и автор текстов, подписавшая контракт с Sony Music Entertainment Japan Inc. Псевдоним Aimer в переводе с французского означает «любить». Она использует псевдоним aimerrhythm при написании текстов песен.
Дебютировав в 2011 году, Aimer выпустила восемь студийных альбомов, каждый из которых попал в топ-20 Oricon Albums Chart, а четвертый альбом Daydream получил золотой сертификат Японской ассоциации звукозаписывающих компаний. Песня 2021 года Zankyōsanka стала её первым треком, достигшим вершины чарта Japan Hot 100, продавшись 87649 копиями за первую неделю. Она также заняла 37-е место в чарте Billboard Global 200, что стало ее первым появлением в этом чарте.

## Детство
Aimer была окружена музыкой с самого рождения. Её отец был басистом в местной группе. В младшей школе начала учиться играть на фортепиано. В те годы высоко ценила творчество Ринго Сиины и Хикару Утады. Вдохновившись песнями Аврил Лавин, взялась за гитару и начала писать песни на английском. В 15 лет вследствие чрезмерной нагрузки на голосовые связки потеряла голос и была вынуждена пройти терапию молчанием. Это происшествие не положило конец её увлечению музыкой, но голос певицы приобрел характерную хрипотцу.

## Личная жизнь
1 января 2023 года Aimer объявила, что вышла замуж за музыканта Тобинай Масахиро.

## Дискография

### Студийные альбомы
| Название альбома                         | Состав | Пиковые позиции | Пиковые позиции | Продажи                    | Сертификаты  |
| Название альбома                         | Состав | JPN             | KOR             | Продажи                    | Сертификаты  |
| ---------------------------------------- | --- | --------------- | --------------- | -------------------------- | ------------ |
| Sleepless Nights                         | - Выпущен: 3 Октября 2012 - Лэйбл: DefSTAR Records - Формат: CD, CD+DVD, цифровая дистрибуция                           | 11              | —               | N/A                        |              |
| Midnight Sun                             | - Выпущен: 25 Июня 2014 - Лэйбл: DefSTAR Records - Формат: CD, CD+DVD, цифровая дистрибуция                             | 9               | —               | - JPN: 19,000+             |              |
| Dawn                                     | - Выпущен: 29 Июля 2015 - Лэйбл: DefSTAR Records - Формат: CD, CD+DVD, CD+Blu-ray, цифровая дистрибуция                 | 4               | 3               | - JPN: 39,000+ - KOR: 600  |              |
| Daydream                                 | - Выпущен: 21 Сентября 2016 - Лэйбл: SME Records - Формат: CD, CD+DVD, CD+Blu-ray, цифровая дистрибуция                 | 2               | 3               | - JPN: 100,000+ - KOR: 600 | - RIAJ: Gold |
| Sun Dance & Penny Rain (Limited edition) | - Выпущен: 10 Апреля 2019 - Лэйбл: SME Records - Формат: 2CD+2Blu-ray, 2CD+2DVD                                         | 3               | —               |                            |              |
| Sun Dance                                | - Выпущен: 10 Апреля 2019 - Лэйбл: SME Records - Формат: CD, CD+DVD, CD+Blu-ray, цифровая дистрибуция                   | 3               | 66              | - JPN: 37,356              |              |
| Penny Rain                               | - Выпущен: 10 Апреля 2019 - Лэйбл: SME Records - Формат: CD, CD+DVD, CD+Blu-ray, цифровая дистрибуция                   | 2               | 67              | - JPN: 36,296              |              |
| Walpurgis                                | - Выпущен: 14 Апреля 2021 - Лэйбл: SME Records - Формат: CD, CD+DVD, CD+Blu-ray, CD+2Blu-ray, 2LP, цифровая дистрибуция | 2               | —               | - JPN: 28,920              |              |
| Open α Door                              | - Выпущен: 26 июля 2023 - Лэйбл: Sacra Music - Формат: CD, CD+DVD, CD+Blu-ray, цифровая дистрибуция                     | 3               | —               | - JPN: 19,697              |              |

### Сборники альбомов
| Название сборника                          | Детали                                                                                                 | Пиковые позиции | Пиковые позиции | Продажи                    | Сертификаты  |
| Название сборника                          | Детали                                                                                                 | JPN             | KOR             | Продажи                    | Сертификаты  |
| ------------------------------------------ | --- | --------------- | --------------- | -------------------------- | ------------ |
| Best Selection "Blanc"                     | - Выпущен: 3 Мая 2017 - Лэйбл: SME Records - Формат: CD, CD+DVD, CD+Blu-ray, цифровая дистрибуция      | 3               | 4               | - JPN: 100,000+ - KOR: 500 | - RIAJ: Gold |
| Best Selection "Noir"                      | - Выпущен: 3 Мая 2017 - Лэйбл: SME Records - Формат: CD, CD+DVD, CD+Blu-ray, цифровая дистрибуция      | 4               | 5               | - JPN: 100,000+ - KOR: 500 | - RIAJ: Gold |
| Hoshi no Kieta Yoru ni (B-side collection) | - Выпущен: 26 января, 2022 - Лэйбл: Sacra Music - Формат: CD, CD+DVD, CD+Blu-ray, цифровая дистрибуция | 3               | 3               | - JPN: 19,700              |              |

### Мини-альбомы
| Альбом                              | Детали                                                                                         | Пиковые позиции |
| Альбом                              | Детали                                                                                         | JPN             |
| ----------------------------------- | ---------------------------------------------------------------------------------------------- | --------------- |
| After Dark                          | - Выпущен: 20 November 2013 - Лэйбл: DefSTAR Records - Формат: CD, цифровая дистрибуция        | 23              |
| Dare ka, Umi wo. (яп. 誰か、海を。) | - Выпущен: 3 Сентября 2014 - Лэйбл: DefSTAR Records - Формат: CD, CD+DVD, цифровая дистрибуция | 18              |
| 花の唄/I beg you/春はゆく           | - Выпущен: 19 августа 2020 - Лэйбл: SME Records - Формат: CD, CD+DVD, цифровая дистрибуция     | 4               |
| Deep Down                           | - Выпущен: 14 декабря 2022 - Лэйбл: Sarca Music - Формат: CD, CD+DVD, цифровая дистрибуция     | 3               |

### Синглы
| Название | Детали | Пиковые позиции | Пиковые позиции | Альбом                 |
| Название | Детали | JPN Oricon      | JPN Billboard   | Альбом                 |
| --- | ------ | --------------- | --------------- | ---------------------- |
| "Rokutosei no Yoru" / "Kanashimi wa Aurora ni" / "Twinkle Twinkle Little Star" (яп. 六等星の夜 / 悲しみはオーロラに) | 2011   | 28              | —               | Sleepless Nights       |
| "Re:pray" / "Sabishikute Nemurenai Yoru wa" (яп. 寂しくて眠れない夜は)                                               | 2011   | 41              | —               | Sleepless Nights       |
| "Yuki no Furumachi" / "Fuyu no Diamond" (яп. 雪の降る街 / 冬のダイヤモンド)                                          | 2012   | 72              | —               | Sleepless Nights       |
| "Anata ni Deawanakereba -Kasetsu Toka-" / "Hoshikuzu Venus" (яп. あなたに出会わなければ～夏雪冬花～/星屑ビーナス)    | 2012   | 26              | —               | Sleepless Nights       |
| "L-O-V-E" | 2012   | —               | —               | Bitter & Sweet         |
| "Refrain ga Sakenderu" (яп. リフレインが叫んでる)                                                                    | 2012   | —               | —               | Bitter & Sweet         |
| "RE:I AM" | 2013   | 6               | 27              | Midnight Sun           |
| "Nemuri no Mori" (яп. 眠りの森)                                                                                      | 2013   | —               | —               | Midnight Sun           |
| "StarRingChild" | 2014   | 3               | 17              | Midnight Sun           |
| "Broken Night" / "Hollow World"                                                                                      | 2014   | 9               | 34              | Dawn                   |
| "Brave Shine" | 2015   | 4               | 4               | Dawn                   |
| "Kimi wo Matsu" (яп. 君を待つ)                                                                                       | 2015   | —               | —               | Dawn                   |
| "Ninelie" | 2016   | 9               | 4               | Daydream               |
| "Insane Dream" / "Us"                                                                                                | 2016   | 13              | 17              | Daydream               |
| "Chouchou Musubi" (яп. 蝶々結び)                                                                                     | 2016   | 10              | 8               | Daydream               |
| "Falling Alone" | 2016   | —               | —               | Daydream               |
| "Akanesasu" / "everlasting snow" (яп. 茜さす / everlasting snow)                                                     | 2016   | 8               | 8               | Non-album single       |
| "ONE" / "Hana no Uta" / "Rokutosei no Yoru Magic Blue ver." (яп. ONE / 花の唄 / 六等星の夜 Magic Blue ver.)          | 2017   | 2               | 2               | Sun Dance & Penny Rain |
| "Ref:rain" / "Mabayui bakari" (яп. Ref:rain / 眩いばかり )                                                           | 2018   | 6               | 6               | Sun Dance & Penny Rain |
| "Black Bird / Tiny Dancers / Omoide wa Kireide" (яп. Black Bird / Tiny Dancers / 思い出は奇麗で )                    | 2018   | 5               | 3               | Sun Dance & Penny Rain |
| "I Beg You / Hanabiratachi no March / Sailing" (яп. I Beg You / 花びらたちのマーチ / Sailing)                        | 2019   | 1               | 2               | Sun Dance & Penny Rain |
| "Stand-Alone" | 2019   | —               | 19              | Non-album singles      |
| "Torches" | 2019   | 6               | —               | Non-album singles      |
| "Haru wa Yuku / Marie" (яп. 春はゆく / marie)                                                                        | 2020   | 3               | 4               | Non-album singles      |
| "Spark-Again" | 2020   | 3               | 51              | Non-album singles      |

### Каверы
| Название             | Подробности                                                                            | Высшая позиция |
| Название             | Подробности                                                                            | JPN            |
| -------------------- | -------------------------------------------------------------------------------------- | -------------- |
| Your Favorite Things | - Выпущен: 11 Мая 2011 - Лэйбл: DefSTAR Records - Формат: цифровая дистрибуция         | —              |
| Bitter & Sweet       | - Выпущен: 12 Декабря 2012 - Лэйбл: DefSTAR Records - Формат: CD, цифровая дистрибуция | 53             |

### Live видео
| Название                                                                           | Детали                                                                           | Пиковые позиции |
| Название                                                                           | Детали                                                                           | JPN             |
| ---------------------------------------------------------------------------------- | -------------------------------------------------------------------------------- | --------------- |
| Aimer Live in Budokan "blanc et noir"                                              | - Выпущен: 13 Декабря 2017 - Лэйбл: SME Records - Формат: Blu-ray + CD           | 5               |
| Aimer Special Concert with Slovak National Radio Symphony Orchestra "ARIA STRINGS" | - Выпущен: 31 Октября 2018 - Лэйбл: SME Records - Формат: Blu-ray + CD, DVD + CD | 1               |

### Совместные альбомы
| Альбом     | Детали                                                                              | Исполнитель(и)            |
| ---------- | ----------------------------------------------------------------------------------- | ------------------------- |
| UnChild    | - Выпущен: 25 Июня 2014 - Лэйбл: DefSTAR Records - Формат: CD, цифровая дистрибуция | SawanoHiroyuki[nZk]:Aimer |
| Another Me | - Выпущен: 13 Августа 2014 - Лэйбл: J-More - Формат: цифровая дистрибуция           | Fukui Mai x Aimer         |

### Совместные релизы
| Песня                                                           | Год  | Альбом                  | Исполнитель альбома |
| --------------------------------------------------------------- | ---- | ----------------------- | ------------------- |
| "Bananafish to Hamabe to Kuroi Niji" (with Aimer)               | 2014 | See More Glass          | Galileo Galilei     |
| "Song of ..<AM>"                                                | 2015 | o1                      | SawanoHiroyuki[nZk] |
| "S-ave"                                                         | 2015 | o1                      | SawanoHiroyuki[nZk] |
| "Bed / Love Song" (featuring Aimer)                             | 2016 | Sea and the Darkness    | Galileo Galilei     |
| "bL∞dy f8 -eUC-"                                                | 2016 | Into the Sky EP         | SawanoHiroyuki[nZk] |
| "Told U So"                                                     | 2016 | P.Y.L                   | illion              |
| "Bright Stars" (featuring Aimer)                                | 2016 | Kings of the Playground | Grown Kids          |
| "Listen" (featuring Avril Lavigne); (Aimer as background vocal) | 2017 | Ambitions               | One Ok Rock         |
| "Ninelie <Cry-v>"                                               | 2017 | 2V-ALK                  | SawanoHiroyuki[nZk] |
| "Memento Mori" (featuring Aimer)                                | 2018 | Cocoon                  | androp              |
| "I-mage" (featuring Aimer)                                      | 2019 | R∃/MEMBER               | SawanoHiroyuki[nZk] |
| "Prologue" (featuring Aimer)                                    | 2021 | Hope                    | Shota Shimizu       |

## Комментарии
1. ↑  Данные о позициях в чартах взяты из следующих источников:
Dawn[13], Daydream[14],  Sun Dance and Penny Rain[15]
2. ↑  Источник сведений о позициях в чарте:
Best Selection "Blanc"[23]